# Comté de Curry (Nouveau-Mexique)
Pour les articles homonymes, voir Comté de Curry.
Le comté de Curry est l’un des 33 comtés de l’État du Nouveau-Mexique, aux États-Unis. Il est situé dans l’est de l’État, à la frontière avec le Texas. Il a été nommé en hommage à George Curry, le gouverneur du Territoire du Nouveau-Mexique de 1907 à 1910. Son siège est Clovis. Selon le recensement de 2000, sa population est de 45 044 habitants.

## Comtés adjacents
- Comté de Quay, Nouveau-Mexique (nord)
- Comté de Roosevelt, Nouveau-Mexique (sud-ouest)
- Comté de Bailey, Texas (sud-est)
- Comté de Parmer, Texas (est)
- Comté de Deaf Smith, Texas (nord-est)